# 洛佩兹·梅萨
樸菲利奧·盧比斯·麥沙（Porfirio López Meza，1985年9月10日—），生于聖荷西，哥斯達黎加职业足球运动员，曾效力于中國超級足球聯賽球会大連實德。
麥沙一直在哥斯達黎加效力蓬塔雷納斯。2010年2月，他轉到中國球會大連實德。他在3月28日對陝西滻灞的賽事首度登場，並取得一球進帳。